# Gonzalo Lamardo
Gonzalo Lamardo (n. Roberts, 25 de abril de 1997) es un futbolista argentino que se desempeña como mediocampista y actualmente milita en Alvarado de Mar del Plata de la Primera Nacional (habiendo sido cedido por Boca Juniors de la Primera División de Argentina).

## Trayectoria

### Boca
Nació en Roberts, partido de Lincoln, Argentina y llegó a Boca en 2013 con tan solo 15 años.
En las inferiores se desempeñaba como mediapunta pero actualmente juega en el mediocampo. Compartió equipo con otros futbolistas como Agustín Heredia, Javier Bustillos o Guido Vadalá y otros jugadores importantes que en este momento no se encuentran en el club xeneize, como Rodrigo Bentancur, Marcelo Torres  o Alexis Messidoro.
Debutó oficialmente en Boca de la mano de Guillermo Barros Schelotto el día 3 de diciembre de 2017, frente a Arsenal de Sarandí (Superliga Argentina) en reemplazo de Cristian Espinoza a los 22' del ST con el partido ganando por 1-0 (luego terminaría 2-0).
En 2022 fue cedido a Alvarado de Mar del Plata, de la Primera Nacional.

## Estadísticas

### Clubes
| Club                            | Div.          | Temporada     | Liga  | Liga  | Liga   | Copas Nacionales | Copas Nacionales | Copas Nacionales | Torneos Internacionales | Torneos Internacionales | Torneos Internacionales | Total | Total | Total  |
| Club                            | Div.          | Temporada     | Part. | Goles | Asist. | Part.            | Goles            | Asist.           | Part.                   | Goles                   | Asist.                  | Part. | Goles | Asist. |
| ------------------------------- | ------------- | ------------- | ----- | ----- | ------ | ---------------- | ---------------- | ---------------- | ----------------------- | ----------------------- | ----------------------- | ----- | ----- | ------ |
| Boca Juniors Argentina          | 1.ª           | 2017-18       | 1     | 0     | 0      | 0                | 0                | 0                | 0                       | 0                       | 0                       | 1     | 0     | 0      |
| Boca Juniors Argentina          | Total club    | Total club    | 1     | 0     | 0      | 0                | 0                | 0                | 0                       | 0                       | 0                       | 1     | 0     | 0      |
| San Martín de Tucumán Argentina | 1.ª           | 2018-19       | 7     | 0     | 0      | 4                | 0                | 1                | —                       | —                       | —                       | 11    | 0     | 1      |
| San Martín de Tucumán Argentina | Total club    | Total club    | 7     | 0     | 0      | 4                | 0                | 1                | -                       | -                       | -                       | 11    | 0     | 1      |
| Cerro Largo · Uruguay           | 1.ª           | 2020          | 26    | 0     | 2      | —                | —                | —                | 2                       | 0                       | 0                       | 28    | 0     | 2      |
| Cerro Largo · Uruguay           | 1.ª           | 2021          | 0     | 0     | 0      | —                | —                | —                | 1                       | 0                       | 0                       | 1     | 0     | 0      |
| Cerro Largo · Uruguay           | Total club    | Total club    | 26    | 0     | 2      | -                | -                | -                | 3                       | 0                       | 0                       | 29    | 0     | 2      |
| Alvarado Argentina              | 2.ª           | 2022          | 31    | 1     | 0      | —                | —                | —                | —                       | —                       | —                       | 31    | 1     | 0      |
| Alvarado Argentina              | 2.ª           | 2023          | 20    | 0     | 0      | —                | —                | —                | —                       | —                       | —                       | 20    | 0     | 0      |
| Alvarado Argentina              | Total club    | Total club    | 51    | 1     | 0      | 0                | 0                | 0                | -                       | -                       | -                       | 51    | 1     | 0      |
| Total carrera                   | Total carrera | Total carrera | 85    | 1     | 2      | 4                | 0                | 1                | 3                       | 0                       | 0                       | 92    | 1     | 3      |

## Palmarés

### Campeonatos nacionales
| Título           | Equipo       | País      | Año     |
| ---------------- | ------------ | --------- | ------- |
| Primera División | Boca Juniors | Argentina | 2017-18 |